# Россіна Юлія Вікторівна
Ю́лія Ві́кторівна Ро́ссіна (Скарчелетті; * 24 червня 1877, Одеса — 30 вересня 1960, Київ) — українська актриса, заслужена артистка УРСР (1943).

## Біографія
Від 1892 року в трупі братів Тобілевичів, згодом у О. Суслова та О. Суходольського на героїчних ролях у побутовому репертуарі: Аза («Циганка Аза» Михайла Старицького), Бондарівна (в однойменній драмі Івана Карпенка-Карого) та ін. З 1929 у Харківській, у 1936—1949 у Київській музкомедіях (нині — театр оперети). Найкраща роль — Ганнуся («Весілля в Малинівці» О. Рябова, 1938).
Серед ролей в Київському театрі музичної комедії: Аделаїда («Продавець птахів» К. Целлера, 1935), Стара баба («Вій» за М. Гоголем, М. Кропивницького, музика М. Вериківського), Кип'яткевич («Як її звуть» Л. Пульвера).